# أوبن يو آي 5
أوبن يو آي 5 (بالإنجليزية: OpenUI5)‏ عبارة عن إطار تطبيق جافا سكريبت مصمم لإنشاء تطبيقات عبر الأنظمة الأساسية ومتجاوبة وجاهزة للمؤسسات، وهو مشروع مفتوح المصدر تتم صيانته بواسطة ساب إس إي، وهو متاح بموجب ترخيص أباتشي ومفتوح للمساهمات، يعتمد أوبن يو آي 5 على جافا سكريبت وجي كويري ولِس.

## تاريخ
تم تكليف الفريق الذي بدأ المشروع في عام 2009، والذي أدى في النهاية إلى أوبن يو آي 5 بإنشاء واجهة مستخدم جديدة (UI) لتطبيقات ساب إس إي.
تم فتح المنصة في ديسمبر 2013، بعد استخدامها في الإنتاج في ساب إس إي لعدة سنوات.
في أكتوبر 2014، بدأ الفريق في قبول المساهمات عبر غيت هاب.

## الوضع التجاري
جميع مكونات أوبن يو آي 5 مجانية تمامًا، ولا توجد أدوات مدفوعة أو تجارية.

## الميزات
يوجد 180 عنصر تحكم في واجهة المستخدم، مجمعة في جميع الأجهز.
تنسيقات عرض مختلفة (لغة التوصيف القابلة للتوسعة أو لغة توصيف النص الفائق أو جافا سكريبت أو جسون)
ربط البيانات بنماذج OData أو جسون أو لغة التوصيف القابلة للتوسعة.
يدعم اللغة من اليمين إلى اليسار.
أنماط تجربة المستخدم متسقة عبر جميع ميزات الواجهة الأمامية.